# شيلي نيومان
شيلي نيومان (بالإنجليزية: Shelley Newman) هي منافسة ألعاب القوى بريطانية، ولدت في 8 أغسطس 1973.

## وصلات خارجية
- شيلي نيومان على موقع الاتحاد الدولي لألعاب القوى (الإنجليزية)
- شيلي نيومان على موقع أوليمبيديا (الإنجليزية)
- شيلي نيومان على موقع اللجنة الأولمبية البريطانية (الإنجليزية)
- شيلي نيومان على موقع اتحاد ألعاب الكومنولث (مؤرشف) (الإنجليزية)